# Say Yes to the Dress
Say Yes to the Dress (no Brasil, O Vestido Ideal) é uma série americana de reality show da rede de TV TLC que segue os eventos da loja de vestidos de noiva Kleinfeld Bridal em Manhattan. A série mostra o progresso de consultoras de vendas, gerentes e costureiras, junto a noivas, enquanto buscam o vestido de casamento perfeito. Temas recorrentes incluem: aconselhamento de amigos e familiares, a capacidade do "vestido perfeito" de ajudar uma noiva superar dificuldades pessoais, luta com peso e imagem corporal, e o desafio de ficar dentro do orçamento, especialmente no caso de vestidos da estilista exclusiva da Kleinfeld, Pnina Tornai (uma das poucas estilistas já mencionados pelo nome no programa). Os vestidos vendidos no programa variam de US $1.300 a US $40.000.
A décima temporada estreou em 16 de agosto de 2013.

## Elenco

### Mara Urshel
Mara Urshel é uma das co-proprietárias da Kleinfeld. No início de sua carreira no setor de varejo, atuou como vice-presidente sênior e gerente geral de produtos na Saks Fifth Avenue. Ela trabalhou lá por 20 anos. Depois que saiu da Saks, ela foi contratada pela Casual Corner e Geoffrey Beene Company no cargo de gerenciamento executivo. Ela, então, comprou a loja Kleinfeld Bridal com Ronald Rothstein e Wayne Rogers em 9 de julho de 1999.

### Ronald Rothstein
Ronald (Ronnie) Rothstein é um dos co-proprietários da Kleinfeld. Ele foi bem sucedido academicamente, ele se formou na Wharton School da Universidade da Pensilvânia, em 1964, e recebeu seu diploma em Direito da Universidade de Miami, em 1968. Ele, então, tornou-se membro da Ordem dos Advogados da Flórida. Em 1976, ele começou sua própria empresa de produtos de consumo chamado Oh Dawn, mas após oito anos, ele vendeu a Oh Dawn para uma empresa da American Stock Exchange. Ele permaneceu, entretanto, com capacidade executiva por vários anos mais. Em 09 de julho de 1999 ele comprou a loja Kleinfeld Bridal com Mara Urshel e Wayne Rogers.

### Randy Fenoli
Randy Fenoli é o Diretor de Moda da Kleinfeld. Ele nasceu em Mt. Vernon, Illinois, e cresceu com um amor pela moda. Ele começou a costurar vestidos quando tinha apenas nove anos de idade. Quando ficou mais velho, ele se ramificou nas áreas de maquiagem, cabeleireiro e entretenimento. Ele, então, se inscreveu no Instituto de Moda de Tecnologia de Nova Iorque. Mais tarde, foi-lhe oferecido um emprego para trabalhar para Vivian Dessy Diamante, da empresa Vivian Diamond. Lhe foi, então, oferecido um emprego na Kleinfeld e ele está lá desde então.

### Dorothy Silver
Dorothy Silver é a Diretora de Vendas e Merchandising da Kleinfeld. Ela começou sua carreira em Nova York como gerente na Bonwit Teller, mas ela passou a maior parte de seus 25 anos no setor de varejo na Kleinfeld. Ela trabalha ao lado de Nicole Sacco e Joan Roberts.

### Nicole Sacco
Nicole Sacco é a Diretora de Provas e Vendas da Kleinfeld. Ela trabalha lá há 13 anos e tem muitas responsabilidades, principalmente ajudando as consultoras com seus clientes, quer se trate de encontrar um vestido, o fechamento da venda, ou apenas ter certeza que o cliente está satisfeito. Ela trabalha ao lado de Dorothy Prata e Joan Roberts.

### Nitsa Glezelis
Nitsa Glezelis é a Diretora de Alterações da Kleinfeld. Ela nasceu em Kos, Grécia, e está na indústria de varejo desde que tinha 12 anos de idade. Ela trabalha na Kleinfeld há dezoito anos. Ela trabalha ao lado de Vera Skenderis.

### Joan Roberts
Joan Roberts é a Diretora de Vendas / Gerente de Noivas na Kleinfeld. Antes de ir para a Kleinfeld, ela havia trabalhado no setor de varejo por 25 anos. Ela trabalha ao lado de Nicole Sacco e Dorothy Silver.

### Camille Coffey
Camille Coffey é uma das várias consultoras de noivas naKleinfeld. Ela foi apresentada pela primeira vez a Kleinfeld quando  foi comprar um vestido para usar no casamento de seu filho. Ela se candidatou a um emprego e tem trabalhado lá desde então.

### Vera Skenderis
Vera Skenderis é a Gerente de Alterações da Kleinfeld. Ela nasceu em Atenas, Grécia. Ela trabalha no setor de varejo há 34 anos. Ela trabalha ao lado Nitsa Glezelis.

### Audrey Pisani
Audrey Pisani é uma das várias consultoras de noivas da Kleinfeld. Ela nasceu no Brooklyn e tem trabalhado no setor de varejo por vinte anos, dos quais nos últimos quinze ela tem trabalhado com vestidos de noiva.

### Keasha Rigsby
Keasha Rigsby é uma das várias consultoras de noivas da Kleinfeld. Ela tem trabalhado no setor de varejo por quinze anos. Seis desses anos trabalhando com vestidos de noiva. Ela foi apresentada pela primeira vez a Kleinfeld quando foi comprar vestidos de casamento com sua prima. Ela conheceu um dos co-proprietários, Ronnie Rothstein, se candidatou a um emprego, e tem trabalhado lá desde então. Keasha não aparece em O Vestido Ideal desde a temporada de janeiro de 2011. Ela vai aparecer em um novo programa intitulado O Vestido Perfeito de Keasha na rede canadense Slice. Esse programa vai acompanhar Keasha enquanto ela abre um novo salão de noivas.

### Debbie Asprea
Debbie Asprea  é uma das várias consultoras de noivas da Kleinfeld. Ela tem trabalhado no setor de varejo por 18 anos. Ela tem estado na Kleinfeld quinze desses 18 anos. Ela atribui seu amor pela moda a seu pai, que era um fabricante de vestidos.